# Петър Сарийски
Вижте пояснителната страница за други личности с името Петър Сарийски.
Петър Сарийски e католически свещеник, историк и преводач.

## Биография
Петър Сарийски е роден на 27 октомври 1912 г. в село Калъчлии (днес кв. Генерал Николаево на град Раковски). След завършване на началното си образование в родното си село, постъпва в семинарията на отците конвентуалци в Боюкдере в Цариград. След три години заминава за Италия да изучава (теология) в Латинския колеж в Асизи, Италия. Ръкоположен в базиликата на св. Франциск на 3 март 1935 г. От 1936 до 1940 г. учи в Латеранския колеж в Рим, където се дипломиране с титлата „доктор“ по църковно и каноническо право. След това става преподавател по литература и право в семинарията на отците конвентуалци в Асизи.
През 1942 г. се връща в България, където развива публицистична дейност като главен редактор на вестника на католиците в страната „Истина“. Бил е и секретар на Софийско-пловдивския епископ Иван Романов до 1952 г. През 1950 г. комунистическите власти са искали да бъде изпратен български представител на международния конгрес за мир, организиран от Чешката „национална“ католическа църква във Велехрад. За тази мисия те предлагат Петър Сарийски да представи България. По това време той е член в Окръжния съвет на ОФ в Пловдив. Отец Симеон Коков – бъдещ епископ – обаче успява да го разубеди да не участва. 
През 1952 г. в процеса срещу католическите свещеници е арестуван и осъден на смърт, но благодарение на юридическата си подготовка той успява да намали присъдата на 20 години затвор. Излиза от затвора през 1962 г. и е назначен от епископ Симеон Коков за свещеник в енорията „Прескръбна Божия Майка“ в село Дуванлии.
През 1968 г. е назначен за енорист в енорията „Непорочно зачатие на Блажена Дева Мария“ в село Ореш. В сферата на науката води сътрудничество с Великотърновски университет „Св. св. Кирил и Методий“, като превежда от италиански и латински език документи и извори, свързани с българската история. Изследва историята на католицизма в България.
Завършва живота си като енорист в с. Ореш, Свищовско на 19 декември 1981 г. Погребан е в гробището на кв. Генерал Николаево в град Раковски.